# Kazimierz Lemańczyk
Kazimierz Lemańczyk –  artysta plastyk, grafik, malarz. 

## Życiorys
Urodził się w 1953 roku, w rodzinie Mariana i Marty z domu Chamier Gliszczyńskiej. Ukończył Państwowe Liceum Sztuk Plastycznych w Bydgoszczy, gdzie w 1973 roku uzyskał tytuł technika sztuk plastycznych w specjalności techniki graficzne. Po zdaniu matury studiował na Wydziale Sztuk Pięknych Uniwersytetu Mikołaja Kopernika w Toruniu. Dyplom, w pracowni grafiki prof. Edmunda Piotrowicza, obronił w 1978 roku. Jest członkiem Związku Polskich Artystów Plastyków.  
Obok grafiki warsztatowej, jako środków wyrazu używa też technik malarskich – do najczęściej stosowanych przez artystę należy akwarela. Oprócz klasycznych prac olejnych i akrylowych stosuje także pastel, posługuje się równie często technikami mieszanymi oraz własnymi, uzyskując oryginalne efekty fakturowe, teksturowe i kolorystyczne. Zajmuje się również projektowaniem graficznym i poligrafią, fotografią artystyczną oraz edytorstwem. Zaprojektował (według opisu z 1937 roku) obecnie obowiązujący wzór godła herbowego Chojnic.
Prezentował swoją twórczość na 58 wystawach indywidualnych, również za granicą, na wielu wystawach zbiorowych i prezentacjach sztuki polskiej w kraju i za granicą (m.in. Francja, Niemcy). Jego prace znajdują się w zbiorach w Austrii, Belgii, Bułgarii, Czechach, Francji, Holandii, Kanadzie, Niemczech, Stanach Zjednoczonych, Watykanie, Wielkiej Brytanii i na Węgrzech.
W latach 1984–1988 pełnił funkcję kierownika Działu Sztuki Muzeum Historyczno-Etnograficznego w Chojnicach.

## Nagrody
- Nagroda Marszałka Województwa Pomorskiego dla Twórców Kultury (2024)[6]
- Nagroda Prezydenta Miasta Gdańska w Dziedzinie Kultury z okazji 50-lecia pracy twórczej (2024)[7]